# Hocabá (kommun i Mexiko)
Hocabá är en kommun i Mexiko.   Den ligger i delstaten Yucatán, i den östra delen av landet, 1 000 km öster om huvudstaden Mexico City. Antalet invånare är 6 061. Arean är 82 kvadratkilometer.
Terrängen i Hocabá är mycket platt.
Följande samhällen finns i Hocabá:
- Hocabá
- Sahcaba